# Сюромошурське сільське поселення
Сюромошу́рське сільське поселення — муніципальне утворення в складі Селтинського району Удмуртії, Росія. Адміністративний центр — присілок Сюромошур.

## Історія
Станом на 2002 рік існувала Сюромошурська сільська рада (присілки Аяшур, Великий Чибір, Сюромошур, Чашкагурт, Якимовці), присілки Кейлуд-Зюнья, Чибір-Зюнья та селище Юмга-Омга перебували у складі Югдонської сільської ради.

## Населення
Населення становить 508 осіб (2019, 577 у 2010, 815 у 2002).

## Склад
До складу поселення входять такі населені пункти:
| Населений пункт         | Населення, осіб (2002) | Населення, осіб (2010) |
| ----------------------- | ---------------------- | ---------------------- |
| Аяшур, присілок         | 37                     | 32                     |
| Великий Чибір, присілок | 68                     | 34                     |
| Кейлуд-Зюнья, присілок  | 81                     | 65                     |
| Сюромошур, присілок     | 341                    | 262                    |
| Чашкагурт, присілок     | 41                     | 15                     |
| Чибір-Зюнья, присілок   | 32                     | 10                     |
| Юмга-Омга, присілок     | 165                    | 140                    |
| Якимовці, присілок      | 50                     | 19                     |

В поселенні діють 2 школи, садочок, 3 ФАПи, 2 клуби, 2 бібліотеки.